# ヒゲサキ
ヒゲサキ（Chiropotes satanas）は哺乳綱霊長目オマキザル科に属するサル。

## 特徴
頭の中心線から左右に分かれて盛り上がる毛冠と、顔とほぼ同じ長さのアゴヒゲを持つ。主食は果実やその種子などで、体重は2.4 - 3.2kg、体長は327-480mmであり、尾の長さは370-436mmである。オスはメスよりかなり大きい。毛の色は基本的に黒で、顔に顕著な白いマークはない。尾は重い毛で覆われている。
ヒゲサキは、高い口笛様の音で、グループの他のメンバーとコミュニケーションする。

## 生息地
ガイアナから、ベネズエラ南部、アマゾン河の両側、アマゾン北部のネグロ川とオリノコ川の東側から、アマゾン南部のシングー川の東側までで見られる。河口域までの湿潤な熱帯雨林に生息する。

## その他
日本国内では東山動植物園、日本モンキーセンター(愛知県)、日本平動物園、浜松市動物園で飼育されている。
食用または、ペットとしての輸出のために狩られることがあり、潜在的な絶滅リスクが指摘されている。